# Micromasclisme
El micromasclisme són les diferents idees, actituds i pràctiques de discriminació de les dones i les nenes, que es donen tant en l’àmbit privat com públic, legitimades per l’entorn més immediat perquè estan normalitzades socialment.Per la seva naturalesa subtil i pel fet d’estar molt integrades a la vida quotidiana, solen ser més difícils d’identificar com a formes de dominació i violència. Per aquesta raó, els micromasclismes sovint no són impugnats ni tampoc susciten rebuig social. És el masclisme normalitzat socialment. Tanmateix, pel fet d’estar naturalitzats, són la base d'altres formes de violència masclista més evidents o agressives, com ara el maltractament físic, el maltractament sexual o el maltractament psicològic. El terme micromasclisme va ser encunyat pel psicòleg argentí Luis Bonino (1996).
Així, es consideren micromasclismes tots els comportaments interpersonals, els comentaris verbals i les actituds exercides per homes o dones que contribueixen a la dominació i violència contra les dones en la vida quotidiana. A diferència d'altres formes de violència masclista que poden ser socialment condemnades i denunciades habitualment, aquestes pràctiques, més subtils, que reflecteixen i fomenten la desigualtat entre homes i dones, són legitimades per l'entorn social, com per exemple totes les relacionades amb el fet d'ignorar -o fins i tot menysprear- la menstruació o aprofitar-se'n del "treball de cura" de la dona. Es considera, a més, que conformen la base i donen lloc a una tendència que pot desenvolupar-se donant lloc a altres formes més agressives, ja considerades delicte, de maltractament emocional, psicològic, físic, sexual o econòmic. És a dir, que els micromasclismes són la base de la violència de gènere o violència masclista.

## Neomasclismes
El masclisme, com a actitud de superioritat de l'home envers la dona, és prevalent en la majoria de societats a nivell mundial, però és diferent i es transforma en cada societat a mesura que ho fan els seus valors. Es basa en el patriarcat, que és estructural i transhistòric, des de la prehistòria (quan hi va haver com a molt un prepatriarcat matrilineal) fins a l'actualitat. D'aquesta manera, les actituds considerades masclistes i micromasclistes canvien amb els valors de cada societat. Es diu "masclista" quan el subjecte o grup n'és conscient i ho considera discriminatori, mentre que "micromasclisme" es refereix al masclisme socialment acceptat o que passa desapercebut.
Avui dia, als Països Catalans, en general és mal vist o "políticament incorrecte" considerar-se públicament "masclista" i defensar el "masclisme" amb aquest mot. Malgrat que la immensa majoria de la societat no posa en dubte que les dones puguin votar o treballar fora de casa, molts patrons masclistes continuen vius, fins i tot entre homes i dones de pensament i conducta no conservadors.
Com que la societat occidental actual encara es basa en un sistema patriarcal i la forma i la pràctica quotidiana són masclistes, de vegades es parla de nous masclistes, neomasclistes o postmasclistes per referir-se a les persones amb aquestes actituds. El fet de portar els prefixos "neo", "post" o "micro" no implica que aquests termes siguin menys greus que la seva arrel.

## Estudis de gènere i noves masculinitats
Davant els nous masclismes han sorgit moviments d'homes i dones que reivindiquen noves masculinitats (estudis de gènere, estudis dels homes); entenen que el feminisme (i postfeminisme) i una perspectiva de gènere en els rols, la societat i la vida quotidiana beneficia homes, dones i la societat en conjunt. Les "noves masculinitats" són les maneres de no caure en nous masclismes.

## Acceptació dins el diccionari
L'any 2017, el mot micromasclisme va ser un dels deu candidats a neologisme de l'any segons l'Observatori de Neologia del Departament de Traducció i Ciències del Llenguatge de la Universitat Pompeu Fabra i l'Institut d'Estudis Catalans. Després de sotmetre's a votació popular, el guanyador va ser cassolada amb un 23,8 % dels vots. Tot i això, micromasclisme va ser la cinquena paraula més votada amb un 9,8% dels vots.